# Рудницький Петро Васильович
Петро́ Васи́льович Рудни́цький (4 липня (21 червня) 1906, Луганськ — 1996, Київ) — український радянський діяч, вчений-економіст, доктор економічних наук (1978), колишній директор Українського науково-дослідного інституту спиртової і лікеро-горілчаної промисловості. Депутат Верховної Ради УРСР 2—3-го скликань. Кандидат у члени ЦК КПУ в 1949—1952 р. і 1954—1956 р.

## Біографія
Народився у родині робітника. Трудову діяльність розпочав у 1921 році підручним слюсаря. Без відриву від виробництва закінчив робітничий факультет і вступив до сільськогосподарського технікуму, з якого у 1925 році перевівся до Одеського сільськогосподарського інституту.
У 1928 році закінчив Одеський сільськогосподарський інститут.
У 1928—1931 роках — агроном; на відповідальній роботі в сільськогосподарських дослідних станціях.
У 1931—1938 роках — заступник начальника, начальник сільськогосподарського відділу Держплану Української РСР.
У 1938—1940 роках — начальник відділу Народного комісаріату землеробства Української РСР.
Член ВКП(б) з 1939 року.
У 1940—1941 роках — заступник народного комісара землеробства Української РСР.
З 1941 року — заступник голови Держплану УРСР. Під час німецько-радянської війни працював уповноваженим Військової Ради Донського фронту.
У жовтні 1944 — квітні 1946 року — постійний представник Української РСР при Раді Народних Комісарів (Раді Міністрів) СРСР.
10 травня 1946 — 12 липня 1951 року — заступник голови Ради Міністрів Української РСР.
У 1951—1953 роках — заступник голови Держпродпостачу СРСР.
10 квітня 1953 — 7 жовтня 1953 року — міністр легкої і харчової промисловості Української РСР.
7 жовтня 1953 — 31 травня 1957 року — міністр промисловості продовольчих товарів Української РСР.
31 травня 1957 — серпень 1958 року — голова Ради народного господарства (раднаргоспу) Одеського економічного адміністративного району.
У 1958—1982 роках — директор Українського науково-дослідного інституту спиртової і лікеро-горілчаної промисловості (тепер — Український науково-дослідний інститут спирту і біотехнології продовольчих продуктів, ДНУ «УкрНДІспиртбіопрод»). До сфери його наукових інтересів входили питання комплексного використання сировини, концентрації і комбінування виробництва, проблем спиртової промисловості.
Відповідно до Указу Президента України від 14 лютого 1996 року № 128 Рудницькому П. В., науковому консультанту УкрНДІспиртбіопрод, було призначено державну стипендію як видатному діячу науки.

## Нагороди та відзнаки
- Ордени Трудового Червоного Прапора, «Знак Пошани».
- Медалі.
- Державна премія УРСР (1978)[2]